# C.J. Hunter
Cottrell James Hunter III, känd som C.J. Hunter, född 14 december 1968 i Washington, D.C., död 28 november 2021, var en amerikansk friidrottare (kulstötare) och senare tränare.
Hunter blev bronsmedaljör vid VM 1997 i Athen och i Sevilla två år senare blev han världsmästare med en stöt på 21,79 meter. Hunter är emellertid mest känd för sin inblandning i dopningskandalen BALCO. Hunter gifte sig 3 oktober 1998 med friidrottaren Marion Jones. Inför OS i Sydney 2000 drog sig Hunter ur kulstötningstävlingen där han var kvalificerad att tävla för USA. Under själva spelen avslöjade IOK att Hunter testats positivt för dopning (den anabola steroiden Nandrolon) under fyra olika tillfällen innan OS. Hunter tilläts dock närvara under spelen för att stötta sin fru, som länge stod upp för sin man och försvarade honom. De skilde sig 2002.
Hunters personliga rekord är 21,87 från 2000.